# アシア・ホーガンロチェスター
アシア・ホーガンロチェスター（Asia Hogan-Rochester、1999年4月20日 - ）は、カナダの女子ラグビー選手。

## プロフィール
- カナダ・トロント出身[1]。
- ポジションはロック(LO)。
- 身長 170cm、体重 66kg
- 7人制女子カナダ代表に選ばれている[2]。

## 略歴
ヨーク大学出身。
2024年、2024パリ五輪の7人制女子カナダ代表に選ばれて銀メダル獲得。